# Husfru och tjänarinna
Husfru och tjänarinna är en oljemålning av Johannes Vermeer från 1666–67.

## Beskrivning av målningen
Målningen visar en dam och hennes kammarpiga i det ögonblick när tjänarinnan ska lämna över ett förslutet brev till sin husfru. Husfrun sitter vid ett bord med en fjäderpenna i handen, där hon läser eller skriver ett annat brev. Om det nyligen ankomna brevet är ett kärleksbrev eller inte, kan man bara spekulera om. Bilden ger inga anspelningar om det ena eller andra.
De två personernas sociala statusskillnad är kraftigt markerad. Husfrun bär en elegant pälsbrämad jacka och har det glansiga blonda håret ordnat i en konstfull frisyr, med ett pärlband arrangerat runt hårknuten i nacken. Hon bär annat ett pärlband runt halsen och droppformade örhängen. Pigan har praktiska arbetskläder på sig, och hennes mörka hår är bara enkelt tillbakastruket utan vidare åthävor.

## Proveniens
Troligen ägdes målningen först av Pieter van Ruijven i Delft till 1674 och därefter av hans änka Maria de Knuijt till 1681 och senare av dottern Magdalena van Ruijven och dennas man Jacob Dissius 1681–82. Den senare ägde den tillsammans med sin far Alexander 1685–94, varefter målningen såldes på auktion efter Dissius i Amsterdam i maj 1696.
Det finns därefter ofullständiga uppgifter om handel i målningen vid uppemot ett tiotal tillfällen i europeiska städer som Amsterdam, Paris, London innan den under 1910-talet köptes av konsthandeln Knoedler i New York. Den köptes slutligen av Henry Clay Frick i New York 1919 och har sedan dess hängt i Frick Collection i New York.